# U-17-Fußball-Südamerikameisterschaft 1991
Die U-17-Fußball-Südamerikameisterschaft 1991 fand vom 4. Mai 1991 bis zum 19. Mai 1991 in Paraguay statt.
Ausgetragen wurden die Begegnungen zur Ermittlung des Turniersiegers in Asunción. Gespielt wurde in zwei Fünfer-Gruppen und einer anschließend ebenfalls im Gruppenmodus ausgetragenen Finalphase mit vier Mannschaften. Es nahmen am Turnier die Nationalmannschaften Argentiniens, Boliviens, Brasiliens, Chiles, Kolumbiens, Ecuadors, Paraguays, Perus, Uruguays und Venezuelas teil. Aus der Veranstaltung ging die U-17 Brasiliens als Sieger hervor. Die Plätze zwei bis vier belegten die Nationalteams aus Uruguay, Argentinien und Chile. Torschützenkönig des Turniers war mit acht erzielten Treffern der Uruguayer Pérez vor dem Brasilianer Adriano (sechs Tore). Brasilien, Uruguay und Argentinien qualifizierten sich damit für die U-17-Weltmeisterschaft 1991 in Italien.